# Dan Zwonitzer
Dan Zwonitzer (sinh ngày 30 tháng 10 năm 1979) là thành viên Đảng Cộng hòa của Hạ viện Wyoming từ Khu vực 43, bao gồm Quận Laramie ở trung nam và bao gồm phần đông nam của thủ phủ Cheyenne, Wyoming.
Zwonitzer là một đảng viên Cộng hòa ôn hòa, được biết đến với việc ủng hộ quyền của người đồng tính trong một nhà nước bảo thủ truyền thống. Ông là nhà lập pháp phục vụ lâu nhất ở Quận Laramie, và thứ ba về thâm niên trong Hạ viện Wyoming. Ông hiện là Chủ tịch Ủy ban Doanh thu Hạ viện, sau bốn năm làm Chủ tịch các Tổng công ty Nhà, các cuộc bầu cử và Phân khu chính trị.

## Đời tư
Zwonitzer là cư dân bản địa và thuộc thế hệ thứ năm của Cheyenne.
Ông tốt nghiệp Trường Trung học Cheyenne East và theo học Đại học Georgetown ở Washington, D.C., nhận bằng Chính phủ và Lịch sử Cổ điển. Ông trở lại Cheyenne sau khi học đại học và đã làm việc cho Bộ Nông nghiệp Wyoming và là nhà phân tích chính sách tài nguyên thiên nhiên trong văn phòng của Thống đốc đảng Dân chủ Dave Freudenthal. Ông là nhà đấu giá thế hệ thứ 3 ở Cheyenne cũng như là giảng viên toàn thời gian tại Trường Cao đẳng Cộng đồng Quận Laramie. Ông có hai người con, Ezekiel và Nick.
Năm 2019, Zwonitzer công khai là người đồng tính, và liệt kê người phối ngẫu của ông, Justin, trên trang tiểu sử lập pháp chính thức của bang của ông.

## Cơ quan lập pháp Wyoming
Zwonitzer được bầu vào Hạ viện năm 2004 sau khi đương nhiệm Edward R. Prosser mất đề cử của đảng trong cuộc bầu cử sơ bộ của đảng Cộng hòa. Sau đó, ông đã thăm dò 60 phần trăm phiếu tổng tuyển cử.
Prosser, con trai của Hạ nghị sĩ quá cố Dean T. Prosser, đã thất bại trong việc đánh bại Zwonitzer trong vòng sơ cấp năm 2006.
Zwonitzer được bầu lại vào năm 2008 với tỷ số 2-1 trước người thách thức đảng Dân chủ Kevin Lumsden. Ông không gặp phải đối thủ nào vào các năm 2010, 2012 hoặc 2018. Năm 2016, ông đánh bại Bill Henderson, người sau đó đã chuyển đến và giành được ghế lập pháp của Khu vực 41 vào năm 2018.
Kể từ cuộc bầu cử đầu tiên của Zwonitzer, không có ứng cử viên nào khác có thể đánh bại một đại diện đương nhiệm của bang Wyoming với tư cách là người thách thức chính. Sau cuộc bầu cử, Zwonitzer trở thành nhà lập pháp trẻ nhất phục vụ Wyoming kể từ khi cựu thủ quỹ bang Wyoming và người đồng cấp của đảng Cộng hòa Cynthia Lummis được bầu vào Hạ viện Wyoming năm 1978. Zwonitzer hiện là quan chức dân cử cao cấp ở Quận Laramie đã phục vụ 8 nhiệm kỳ và đứng thứ 2 về thâm niên trong số 60 thành viên Hạ viện Wyoming.
Dan và cha ông, David Zwonitzer, là đội cha con đầu tiên trong lịch sử Wyoming đồng thời phục vụ trong cơ quan lập pháp của bang. David Zwonitzer được bổ nhiệm vào cơ quan lập pháp đại diện cho Khu vực 9 (đông bắc Cheyenne) vào tháng 5 năm 2006 sau khi người đại diện trước đó chuyển đến một khu vực khác. Sau đó, ông được bầu vào vị trí đầu tiên trong năm nhiệm kỳ đầy đủ. Họ đã phục vụ cùng nhau trong 10 năm cho đến khi cha ông nghỉ hưu từ cơ quan lập pháp vào năm 2016.

## Ủy ban
Zwonitzer hiện là Chủ tịch Ủy ban Doanh thu, trước đây từng là Chủ tịch của Các Tập đoàn, Ủy ban Bầu cử & Phân khu Chính trị, Phó Chủ tịch Ủy ban Nông nghiệp, Đất công & Nguồn nước, Liên lạc Ủy ban Xây dựng Bang, Ủy ban Đầu tư Lực lượng Lao động Bang, và là nghị sĩ của Wyoming cho NCSL - Truyền thông, Dịch vụ Tài chính và Thương mại Liên tiểu bang.

## Bình đẳng
Dan Zwonitzer, công khai là người đồng tính, được các nhà hoạt động vì quyền của người đồng tính ca ngợi trên toàn quốc khi vào ngày 22 tháng 2 năm 2007, ông phản đối dự luật cấm Wyoming công nhận hôn nhân đồng giới được thực hiện ở các khu vực pháp lý khác. Zwonitzer đã làm chứng với Ủy ban Nội quy Hạ viện rằng sự phản đối của ông - ngay cả khi ông phải mất ghế - là điều đúng đắn nên làm, rằng quyền của người đồng tính là cuộc đấu tranh dân quyền của thế hệ ông. Ông nói: “Tôi sẽ nói với các con tôi rằng khi cuộc tranh luận này diễn ra, tôi đã đứng lên bảo vệ các quyền cơ bản cho mọi người.
Thành viên Ủy ban Tom Lubnau, một đảng viên Cộng hòa từ Gillette, đứng về phía Zwonitzer. “Có lẽ điều đúng đắn cần làm là đứng lên vì sự khoan dung,” Lubnau nói. Ủy ban đã bỏ phiếu 7-6 để hủy bỏ dự luật, với Chủ tịch Đảng Cộng hòa Roy Cohee của Casper đã bỏ phiếu bất hòa.
Zwonitzer sau đó đã thảo luận về bài phát biểu của mình trên một chương trình phát thanh do Joe Solmonese, chủ tịch của Chiến dịch Nhân quyền tổ chức và đã nhanh chóng được một số blogger, bao gồm cả Michael Petrelis, người đã đăng toàn bộ nội dung bài phát biểu của Zwonitzer lên Ủy ban Nội quy trên blog của mình.
Vào ngày 6 tháng 5 năm 2007, Zwonitzer đã được Log Cabin Republicans, một tổ chức vận động hành lang cho những người đồng tính trong Đảng Cộng hòa, trao "Giải thưởng Dũng cảm không phổ biến" tại đại hội quốc gia hàng năm ở Denver. Giải thưởng, hoan nghênh các quan chức được bầu của đảng Cộng hòa vì đã thể hiện "vai trò lãnh đạo trong đấu tranh giành sự công bằng cơ bản cho các gia đình đồng tính nam và đồng tính nữ", cũng được trao cho Hạ nghị sĩ Michigan Lorence Wenke và Dân biểu New York Teresa Sayward.